# Guido Manera
Guido Manera (* 8. April 1911 in Murazzano; † unbekannt) ist ein italienischer Dokumentarfilmer und Autor.
Manera, der viele dokumentarische Kurzfilme drehte und gegen Ende des Zweiten Weltkriegs eine Dokumentation über piemontesische Widerstandskämpfer anfertigte, brachte 1949 den Film Vaticano über den Kirchenstaat in die Kinos. Zu Beginn und in der Mitte der 1950er Jahre produzierte er zwei Filme, wobei er für Eva nera aus dem Jahr 1953 auch das Drehbuch beisteuerte.

## Filmografie (Auswahl)
- 1949: Vaticano (Dokumentarfilm)